# Peter Higgs
Peter Ware Higgs, född 29 maj 1929 i Newcastle upon Tyne, död 8 april 2024 i Edinburgh, var en brittisk fysiker som föreslog att W- och Z-bosonerna i den elektrosvaga teorin inom partikelfysiken får sina massor genom spontant symmetribrott, i det som nu kallas Higgsmekanismen. Denna modell förutsäger existensen av en ny partikel, en boson med spinn noll som går under namnet Higgsbosonen.
Higgs blev fil.dr 1954 vid King’s College, University of London i Storbritannien. Vid sin bortgång var han professor emeritus vid University of Edinburgh.
Oberoende av varandra presenterade Higgs och François Englert, tillsammans med framlidne kollegan Robert Brout, teorin samtidigt år 1964. Först 4 juli 2012 bekräftades deras idéer genom tillkännagivandet av att higgspartikeln observerats vid CERN-laboratoriets Large Hadron Collider utanför Genève i Schweiz.
Higgs tilldelades 2004 Wolfpriset i fysik tillsammans med Robert Brout och François Englert. 2013 tilldelades han tillsammans med Englert Nobelpriset i fysik, med motiveringen för den teoretiska upptäckten av en mekanism som bidrar till förståelsen av massans ursprung hos subatomära partiklar.

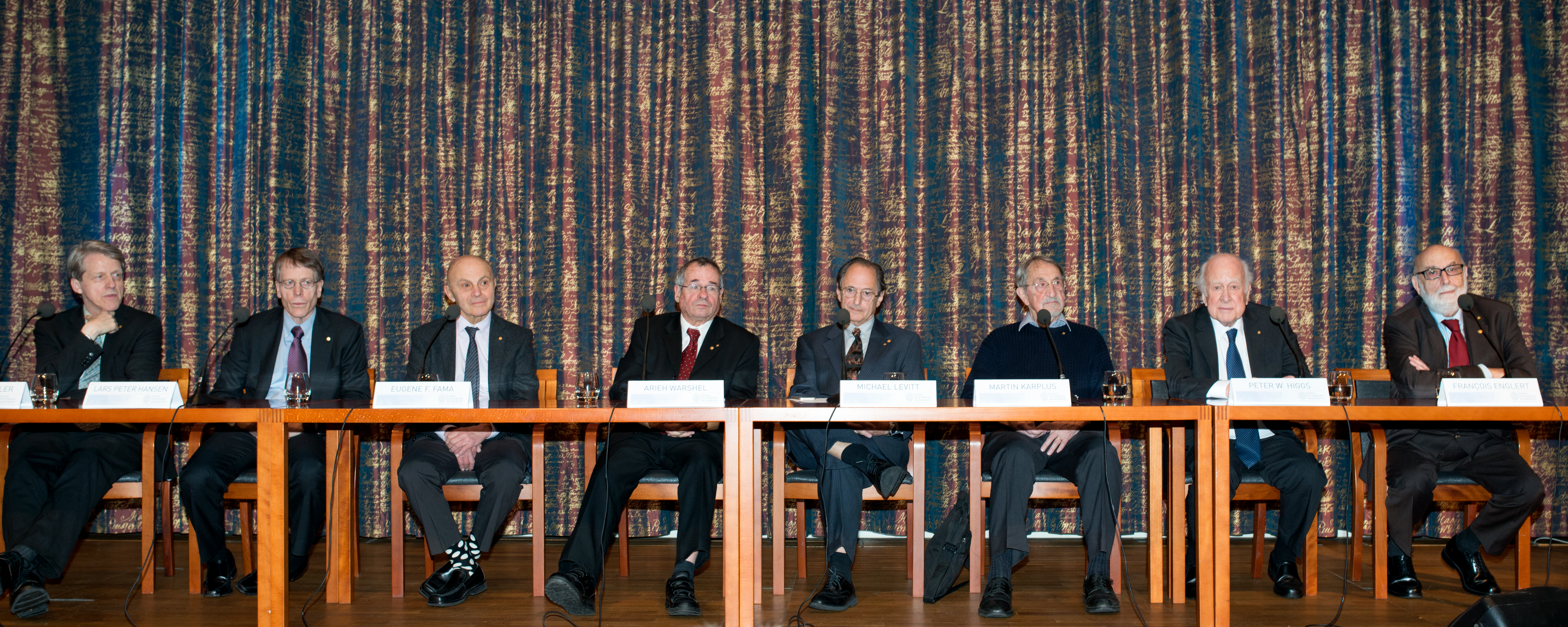
Nobelpristagare med Peter Higgs näst längst till höger under presskonferens i Stockholm, december 2013.